# Greater Manchester
Greater Manchester er et storbyamt i Nordvest-England med en befolkning 2,56 million.
Det er et af de største storbyområder i Storbritannien og omfatter ti 'Metropolitan boroughs': Bolton, Bury, Oldham, Rochdale, Stockport, Tameside, Trafford, Wigan og byerne Salford og Manchester.
Greater Manchester blev etableret den 1. april 1974.
- Wikimedia Commons har flere filer relateret til Greater Manchester

53°30′09″N 2°18′36″V / 53.5025°N 2.31°V